# Orbilia acuum
Orbilia acuum är en svampart som beskrevs av Velen. 1934. Orbilia acuum ingår i släktet Orbilia och familjen vaxskålar.  Arten är reproducerande i Sverige. Inga underarter finns listade i Catalogue of Life.